# 高橋郁哉
高橋 郁哉（たかはし ふみや、1993年12月3日 - ）は、日本の俳優。一時期使用していた旧芸名は、髙橋 ふみや（読み同じ）で、かつて姓の表記は異体字の「髙橋」表記を使用していた。
千葉県松戸市出身。トキエンターアライヴ所属。

## 略歴
- 1998年 - セントラル子供劇団に所属し、芸能界デビュー。
- 2004年 - NHK教育『天才てれびくんMAX』にてれび戦士として3年間出演。
- 2008年 - ホリプロ・インプルーブメント・アソシエーションに所属。
- 2014年 - 「髙橋 ふみや」に改名。
- 2018年 - 「髙橋 郁哉」と漢字表記に戻す。
- 2018年11月1日 - PFH Entertainmentに所属。
- 2021年3月31日 - PFH Entertainmentを退所。
- 2021年12月 - トキエンターアライヴに所属。プロフィールでは「高橋 郁哉」表記となってる。

## 出演

### バラエティ
- 天才てれびくんMAX（2004年4月 - 2007年3月、NHK教育） - てれび戦士
  - 天才てれびくんhello（2020年12月、NHK Eテレ） - ドラマ紅緒ちゃん2編 ピーターパン 役

再現ドラマ等
- ドラマちっくニュース「なぜ『タレント議員』は参議院に多いの？」（2016年10月 - 、日本テレビ) - 松浦悟 役
- 中居正広の金曜日のスマイルたちへ（2017年6月、TBS） - 「女子刑務所、塀の中の母の日」大学生 役
- 消えた天才（2019年6月、TBS） - 五十嵐久人 役

### テレビドラマ
- リング〜最終章〜（1999年1月7日 - 3月25日、フジテレビ）
- 愛の劇場 新・天までとどけ 第3話（1999年12月15日、TBS） - 正樹 役
- サラリーマン金太郎2 第7話（2000年5月21日、TBS）
- こちら本池上署 第5話（2002年8月5日、TBS） - 少年 役
- ウルトラマンコスモス 第57話（2002年8月10日、TBS） - 戸間乃の息子 役
- 愛の劇場 大好き!五つ子5 第17話（2003年8月12日、TBS） - 荒木和之 役
- 小児救命（2008年10月16日 - 12月18日、テレビ朝日） - 雨宮圭太 役
- 100文字アイデアをドラマにした!（テレビ東京）
- 人生リハーサル 第8話（2020年3月9日、テレビ東京） - 奏人役
- 闇芝居(生)（2020年、テレビ東京）
  - 第1話「#お隣さん」（9月9日） - ヨシキ 役
  - 第2話「#友無洞」（9月16日） - 森谷 役
- 灰色の乙女（2023年9月6日 - 10月18日、毎日放送・TBS　1話.5話.7話）

主演・桜井玲香　鏡蔦子 役(ダブル主演　中田圭祐)-鏡蔦子の会社の同僚

### CM
- バンダイ、仮面ライダーアギト変身スーツ（2001年）
- バンダイ、仮面ライダー龍騎変身スーツ（2002年）
- キリンビバレッジ、生茶（2002年）
- 全日本空輸、ピカ夏家族旅行キャンペーン（2002年）
- 東京ディズニーランド、プレイジングリズム（2003年）
- マクドナルド、おへんじピカチュウ
- セキスイハイム
- ロッテリア、ハローセット
- 日興コーディアル証券、ハートフォードNK 夏休み編
- ハウス食品、完熟トマトのハヤシライスソース
- コダック、七五三用ポスター
- 埼玉県川口市、ゴミ問題ポスター
- トヨタ、G-BOOKスチル
- 住友化学、VP
- 市街地再開発、VP
- 東急グループCM　Shibuya Style（2018年） - サラリーマン 役
  - Rap version
  - parkur version
  - Rap fullversion

### 舞台
- ヘンリー六世 第3部（2009年10月29日 - 11月23日、新国立劇場 中劇場） - ラットランド 役
- ミュージカル・テニスの王子様2ndシーズン - 桜井雅也 役
  - 青学VS不動峰（2011年1月5日 - 2月11日、JCBホールほか）
  - DREAM LIVE 2011（2011年11月5日・6日、神戸ワールド記念ホール、・12日・13日、横浜アリーナ）
  - 春の大運動会 2012（2012年5月13日、有明コロシアム）
  - 春の大運動会 2014（2014年4月26日、横浜アリーナ）
- ポチッとな。 -Switching On Summer-（2011年8月6日 - 14日、相鉄本多劇場） - 長谷川昆太・ハセコン 役
- ミュージカル・ドリームハイ（2012年7月3日 - 20日、新国立劇場 中劇場） - オ・ジュンホ 役
- コミックス☆GOGO（2012年8月17日 - 26日、俳優座劇場） - 達川豊 役
- 桃太郎外伝〜黄金の夜明け〜（2012年10月18日 - 21日、築地ブディストホール） - ヘンゼル 役
- ASU（2013年8月8日 - 11日、南大塚ホール） - 楠木飛鳥 役
- ビキニも夢見る白い部屋（2014年2月18日 - 24日、戸野廣浩司記念劇場） - 主演・金田雄太 役（ダブルキャスト）
- RED〜新説・垢太郎物語〜（2014年5月9日 - 11日、北沢タウンホール） - 彦丸 役
- Inner World Evolution 内世界の進化（2016年4月30日 - 5月7日、博品館劇場） - ユウジ 役
- A企画プロデュース「ばにら、明日をありがとう」（2018年）- 篠崎貴志 役
- HYBRID PROJECT アトリエ公演 6th Satellite【江戸川乱歩短編集】『RAMPO chronicle モガリノミヤ』（2018年3月3日 - 7日、シアターブラッツ[1]） - 蕗屋清一郎 役
- 『ガスマスクの伊藤さん』（2018年7月18日 - 22日、六行会ホール） - 落合テイジ 役 / 綠敷聡 役
- 映像版『ガスマスクの伊藤さん』（2018年）- 落合テイジ 役 / 綠敷聡 役
- 「URI〜雨降ればカッパが笑う」（2020年2月26日 - 3月1日、コフレリオ新宿シアター） - 主演・タイキ 役
- 「A-カウントダウン-」トキエンタテインメント（2022年10月19日 - 23日、上野ストアハウス） - 田島拓哉　役
- 「ベタな感じで生拓巳でどうでしょうか?11」(2022年11月27日阿佐ヶ谷アートスペースプロット)
- 劇場参加型エンターテイメント「THEATRE✕GAME」シーズン6.

少年Komplex(2023年4月28日-30日)

### 映画
- サウスバウンド（2007年10月6日、角川映画）
- 風が強く吹いている（2009年10月31日、松竹）
- 青いソラ白い雲（2012年3月31日、ヘキサゴン）
- アキラNo.2（2014年9月27日、エスピーオー） - 元澤 役
- うさぎ追いし～山極勝三郎物語～（2016年） - 金子滋次郎（青年期） 役
- ニセコイ（2018年12月21日、東宝） - クラスメイト ふみや 役
- 今日から俺は!!劇場版（2020年7月17日、東宝） - 開久高校生徒 役

### 雑誌
- 『SOFTDARTS BIBLE vol.71』ソフトダーツバイブル 有名人インタビュー 「私がソフトダーツを愛する理由」

### Web
- プレミアム配信　アメーバスタジオ　「フーミン村へようこそ」（2013年12月23日～2015年7月28日）
- 通販サイト「CHECK」【家事男子】ライブ配信　2019年6月23日～（不定期）　#超コマ（スパコマ）メンバーとして参加。　同時配信「au Wowma!」
- ｢CHECK｣「おいしい時間」「生活空間」「Beauty Room」「ファッションセレクト」（2019年8月 - 2020年2月）
- au PAY マーケット 【ライブTV】（不定期）